# Жолобок (Сумський район)
Жолобо́к — село в Україні, у Миколаївській селищній громаді Сумського району Сумської області. Населення становить 143 осіб. Орган місцевого самоврядування - Миколаївська селищна рада.

## Географія
Село Жолобок розташоване на відстані 4 км від річки Вир. На відстані до 2 км розташовані село Сушилине, селище Калинівка та селище Миколаївка.
Поруч із селом велике озеро.
За 1 км від села пролягає газопровід Уренгой-Помари-Ужгород.
Поруч пролягає автомобільний шлях Т 2504.

## Історія
- Село постраждало внаслідок геноциду українського народу, проведеного урядом СССР 1923–1933 та 1946–1947 роках.
- 12 червня 2020 року, відповідно до розпорядження Кабінету Міністрів України № 723-р «Про визначення адміністративних центрів та затвердження територій територіальних громад Сумської області», село увійшло до складу Миколаївської селищної громади[1].
- 19 липня 2020 року, в результаті адміністративно-територіальної реформи та ліквідації Білопільського району, село увійшло до складу новоутвореного Сумського району[2].

## Населення

### Мова
Розподіл населення за рідною мовою за даними :
| Мова       | Кількість | Відсоток |
| ---------- | --------- | -------- |
| українська | 142       | 99.3%    |
| російська  | 1         | 0.7%     |
| Усього     | 143       | 100%     |